# 140-й бомбардировочный авиационный полк
140-й бомбардировочный авиационный Нарвский Краснознаменный ордена Суворова полк — авиационная воинская часть ВВС РККА бомбардировочной авиации в Великой Отечественной войне.

## Наименование полка
В различные годы своего существования полк имел наименования:
- 10-й легкий штурмовой авиационный полк (1938 г.);
- 10-й штурмовой авиационный полк;
- 140-й скоростной бомбардировочный авиационный полк (02.1940 г.);
- 140-й бомбардировочный авиационный полк;
- 140-й бомбардировочный авиационный Нарвский полк (26.07.1944 г.);
- 140-й бомбардировочный авиационный Нарвский Краснознаменный полк;
- 140-й бомбардировочный авиационный Нарвский Краснознаменный ордена Суворова полк.

## История и боевой путь полка
Полк сформирован в 1938 году как 10-й легкий штурмовой авиаполк. В начале 1940 года полк переформирован по штату бомбардировочного авиаполка, получил наименование 140-й скоростной бомбардировочный авиационный полк, переучился на самолёты СБ. Базировался на аэродроме в Сеще Брянской области. В начале 1941 года полк получил Пе-2 и начал переучивание.

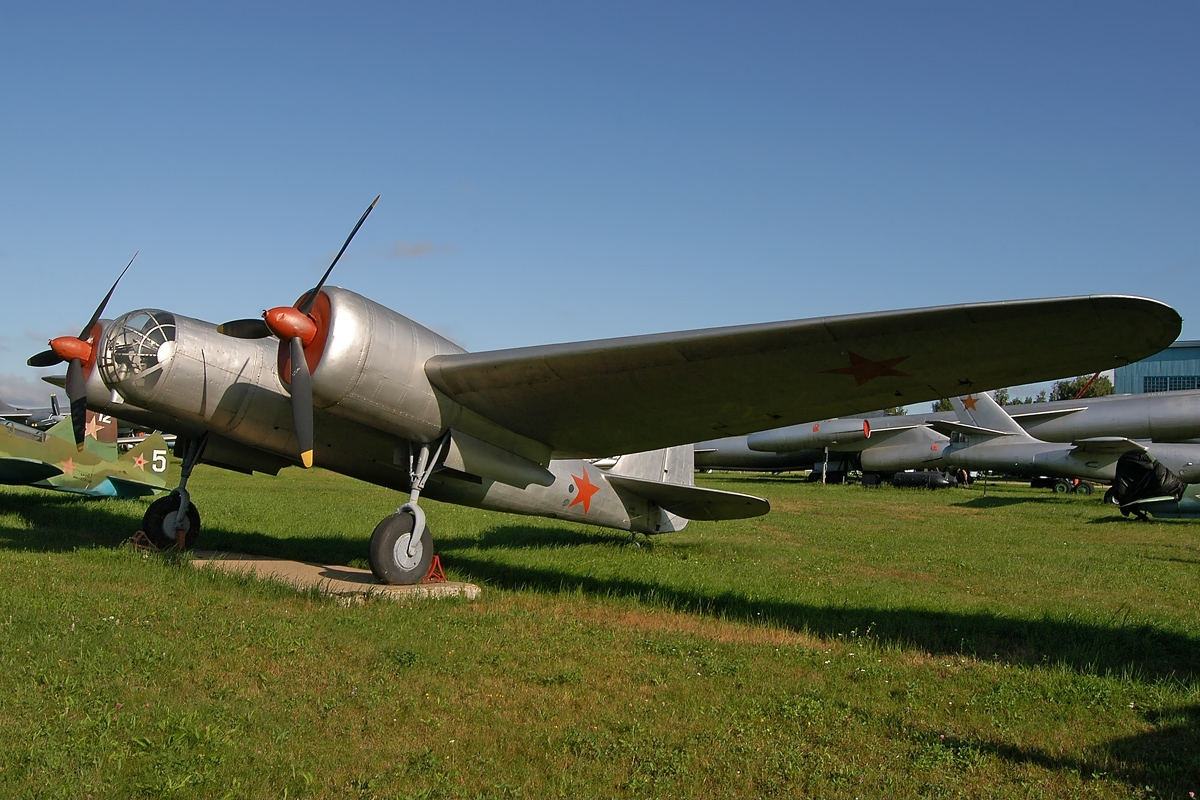
Самолет СБ стоял на вооружении полка с 1940 года. На нем полк встретил первые дни войны. На фотографии представлен самолёт из коллекции Центрального музея ВВС России в Монино.

Боевые действия в Великой Отечественной войне полк начал в составе 47-й смешанной авиадивизии с 23 июня 1941 года на западном направлении, в Белоруссии и Смоленской области на самолётах СБ и Пе-2. Дивизия была передана на усиление ВВС Западного фронта. С 28 июля 1941 самолёты дивизии совершают вылеты с передовых площадок Мартынишино, Кулешовка, Богдановщина.
Полк наносил удары по мотомеханизированным колоннам противника в районах Картуз-Береза, Бобруйск, Слуцк, Могилёв, Смолевичи, Починок, Смоленск, Ярцево, Вязьма, Ельня, Дорогобуж, Демидов, по переправам на реках Днепр, Березина, Вязьма, по железнодорожным станциям Смоленск, Ярцево, Дорогобуж и по аэродромам противника Смоленск, Боровское, Шайковка.
За период боевых действий с 23 июня по 28 августа 1941 года полк выполнил 470 боевых вылетов, сбил 22 самолёта противника, уничтожил 126 танков, 2 переправы, 1 мост, разрушил 284 м железнодорожного пути, 17 автоцистерн, 166 повозок, 150 автомашин, 15 орудий различного калибра, живой силы 2735 солдат и офицеров. Свои потери составили 52 самолёта, из них 26 сбито от огня зенитной артиллерии и 23 от атак истребителей.
После таких потерь в технике и летном составе полк убыл в тыл на переформирование. В составе ВВС Приволжского военного округа полк был доукомплектован летным составом и подготовлен к боевым действиям на самолётах Пе-2. В июле полк прибыл на фронтовой аэродром ВВС Юго-Западного фронта. С 15 августа 1942 года полк в составе 270-й бомбардировочной авиационной дивизии 8-й воздушной армии Сталинградского фронта начал боевые действия в Сталинградской битве.

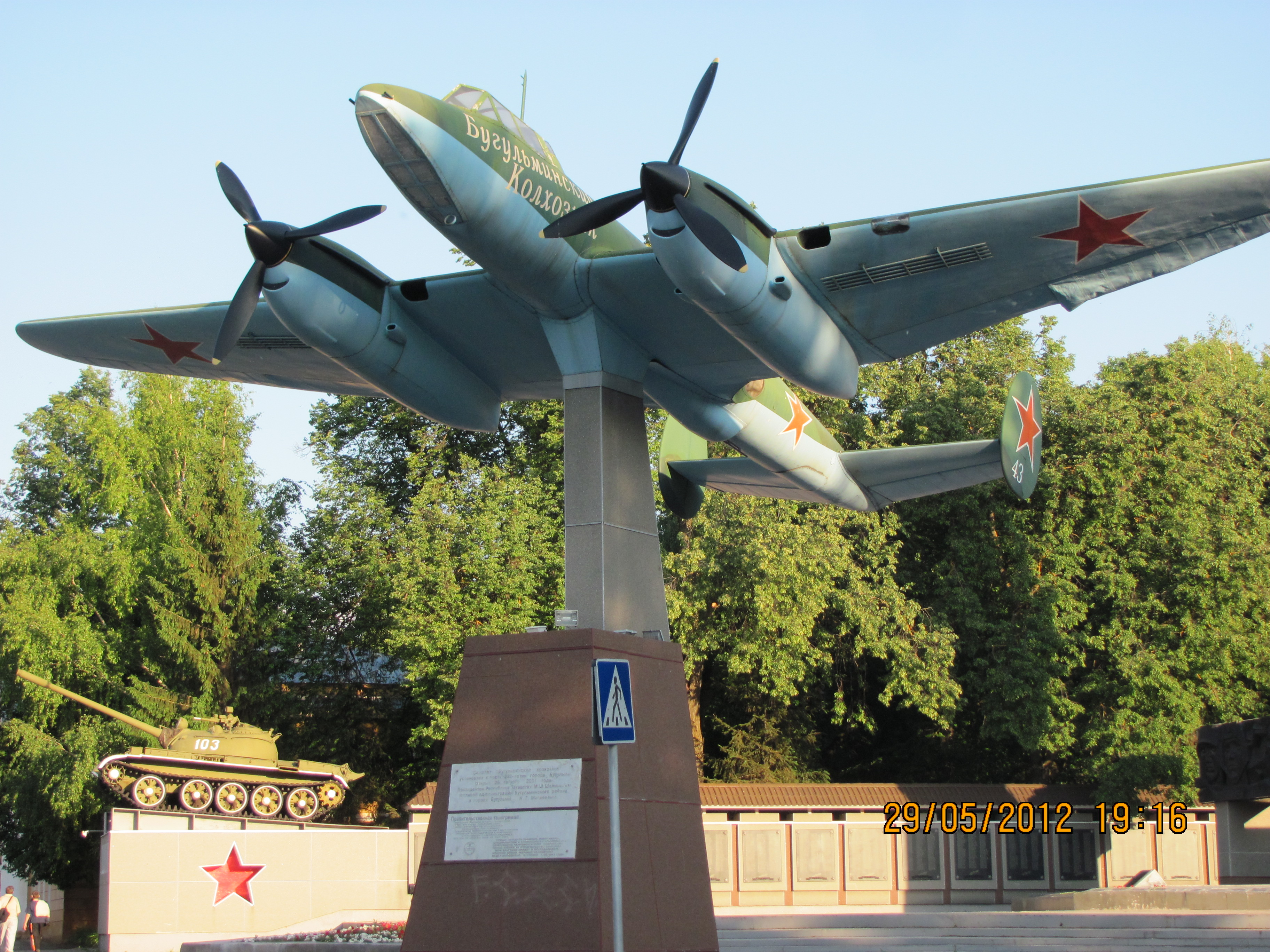
Самолет Пе-2 стоял на вооружении полка с 1941 года. На фото представлен самолёт на пьедестале в Бугульме.

Впервые в боях под Сталинградом полк вместе с другими полками дивизии применил в большом количестве новый вид авиационной бомбы конструкции профессора Подклетного ЗАБ-100П. Полк наносил удары по мотомеханизированным колоннам противника в районах озеро Цацы, Дубовый Овраг, Вишневая, Сталинград, вел разведку и наносил удары по аэродромам противника Вертячий, Венцы, Манойлин, Голубинский, Плодовитое, Зрянский, Тузлов, Аксай, Абганерово, по переправам на реках Дон и Червянка. В период с 15 августа по 4 октября 1942 года полк выполнил 234 боевых вылета, потерял 11 самолётов и 9 экипажей. 4 октября 1942 года полк выведен с фронта в тыл на пополнение.
С 6 марта 1943 года полк в составе 276-й бомбардировочной авиационной дивизии 13-й воздушной армии начал боевые действия на Ленинградском фронте. Во взаимодействии с частями 67-й армии полк выполнял задачи по уничтожению Синявинской и Келколовской артиллерийских группировок противника, срывал железнодорожные перевозки противника на железнодорожных станциях Тосно, Гатчина, Мга. Осенью и зимой 1943 года выполнял специальную задачу командования фронта по контрбатарейной борьбе с артиллерийскими группировками противника, обстреливающих Ленинград.
В дальнейшем полк участвовал в Красносельско-Ропшинской, Ленинградско-Новгородской, Выборгской, Нарвской, Таллинской, Выборгско-Петрозаводской и Прибалтийской наступательных операциях. С 14 января 1944 года полк, действуя на Приморском и Красносельском направлениях и в боях за города Гатчина, Луга, Псков и Нарва, произвел 488 боевых вылетов. Участвуя в наступательной операции на Карельском перешейке полк выполнил 768 боевых вылетов. Всего на Ленинградском фронте полк выполнил 2484 боевых вылетов, сбросил 2020 тонн бомб.
Всего за период с 23 июня 1941 года по 24 октября 1944 года полк выполнил 3188 боевых вылетов, сбросил 2434,5 тонн бомб. При этом противнику нанесен ущерб: уничтожено самолётов — 63, артиллерийских батарей — 71, 125 артиллерийских орудий, минометных батарей — 38, зенитных батарей — 14, танков — 197, переправ — 7, мостов — 4, 2 паровоза, железнодорожных вагонов — 539, складов — 95, депо — 4, повозок — 218, автомашин — 431, дотов и дзотов — 59, 19 автоцистерн, 7 тракторов, 125 артиллерийских орудий, различных зданий — 284. Свои потери составили 92 самолёта и 55 экипажей.
За отличие в боях при овладении штурмом городом и крепостью Нарва — важным укрепленным районом обороны немцев, прикрывающим пути в Эстонию, Приказом НКО на основании Приказа ВГК № 149 от 26 июля 1944 года полк удостоен почётного наименования «Нарвский», а за образцовое выполнение заданий командования на фронте борьбы с немецкими захватчиками и проявленные при этом доблесть и мужество Указом Президиума Верховного Совета СССР от 22 марта 1944 года награждён орденом «Красного Знамени».
С октября 1944 года полк участвовал в Мемельской, Восточно-Прусской наступательной операциях, в разгроме кёнигсбергской группировки противника. Войну полк закончил на аэродроме в Восточной Пруссии. За образцовое выполнение заданий командования на фронте борьбы с немецкими захватчиками и проявленные при этом доблесть и мужество Указом Президиума Верховного Совета СССР полк награждён орденом «Суворова III степени».
В составе действующей армии полк находился с 23 июня по 31 августа 1941, с 15 августа по 1 октября 1942 года и с 6 марта 1943 года по 9 мая 1945 года.
После войны полк продолжал базироваться на территории Восточной Пруссии в составе 276-й бомбардировочной авиационной дивизии 1-й воздушной армии 3-го Белорусского фронта. В июле 1945 года дивизия в полном составе перебазировалась на аэродромы Ленинградского военного округа, войдя в состав 13-й воздушной армии. Полк перебазировался на аэродром Сиверская.
В связи со значительным сокращением Вооруженных сил СССР после войны в апреле 1946 года полк вместе с другими полками дивизии был расформирован в составе 13-й воздушной армии Ленинградского военного округа на аэродроме Сиверская и Гатчина.

## Командир полка
- подполковник, полковник Гречухин Григорий Тимофеевич, 08.08.1941 — 01.08.1944
- *  гвардии подполковник Кованев Иван Федорович, 01.08.1944 — 01.05.1946

## В составе объединений
| Дата          | Фронт (округ)               | Армия                | Дивизия                                    | Примечания |
| ------------- | --------------------------- | -------------------- | ------------------------------------------ | ---------- |
| 01.02.1940 г. | Орловский военный округ     | ВВС округа           | 47-я смешанная авиационная дивизия         |            |
| 22.06.1941 г. | Орловский военный округ     | ВВС округа           | 47-я смешанная авиационная дивизия         |            |
| 23.06.1941 г. | Западный фронт              | ВВС округа           | 47-я смешанная авиационная дивизия         |            |
| 01.09.1941 г. | Приволжский военный округ   | ВВС округа           |                                            |            |
| 01.07.1942 г. | Юго-Западный фронт          | ВВС фронта           |                                            |            |
| 12.07.1942 г. | Сталинградский фронт        | 8-я воздушная армия  |                                            |            |
| 15.08.1942 г. | Сталинградский фронт        | 8-я воздушная армия  | 270-я бомбардировочная авиационная дивизия |            |
| 04.10.1942 г. | Приволжский военный округ   | ВВС округа           |                                            |            |
| 06.03.1943 г. | Ленинградский фронт         | 12-я воздушная армия | 276-я бомбардировочная авиационная дивизия |            |
| 15.10.1944 г. | 3-й Белорусский фронт       | 1-я воздушная армия  | 276-я бомбардировочная авиационная дивизия |            |
| 24.07.1945 г. | Ленинградский военный округ | 13-я воздушная армия | 276-я бомбардировочная авиационная дивизия |            |

## Участие в операциях и битвах
- Приграничные сражения (1941)[1] с 23 по 29 июня 1941 года.
- Смоленское сражение (1941)[1] с 10 июля по 28 августа 1941 года.
- Сталинградская битва[1] с 15 августа по 4 октября 1942 года.
- Битва за Ленинград[4] с 6 марта 1943 года по 9 августа 1944 года.
- Выборгско-Петрозаводская операция[4] с 10 июня по 9 августа 1944 года.
  - Выборгская операция[4] с 10 по 20 июня 1944 года.
  - Свирско-Петрозаводская операция с 21 по 22 июня 1944 года.
- Мгинская операция с 22 июля по 22 августа 1943 года.
- Нарвская операция (1944)[4] с 24 по 30 июля 1944 года.
- Прибалтийская наступательная операция[4] с 14 сентября по 24 ноября 1944 года .
  - Таллинская операция (1944)[4] с 17 по 26 сентября 1944 года.
- Восточно-Прусская наступательная операция с 13 января по 25 апреля 1945 года.
  - Земландская наступательная операция с 13 по 25 апреля 1945 года.
  - Мемельская операция — с 5 по 22 октября 1944 года.
  - Инстербургско-Кёнигсбергская операция — с 13 по 27 января 1945 года.
  - Кенигсбергская операция — с 6 по 9 апреля 1945 года.

## Почётные наименования
140-й бомбардировочный авиационный полк за отличие в боях при овладении штурмом городом и крепостью Нарва — важным укрепленным районом обороны немцев, прикрывающим пути в Эстонию, Приказом НКО на основании Приказа ВГК № 149 от 26 июля 1944 года удостоен почётного наименования «Нарвский».

## Награды
- 140-й бомбардировочный авиационный Нарвский полк за образцовое выполнение заданий командования на фронте борьбы с немецкими захватчиками и проявленные при этом доблесть и мужество Указом Президиума Верховного Совета СССР от 22 марта 1944 года награждён орденом «Красного Знамени»[7].
- 140-й бомбардировочный авиационный Нарвский Краснознамённый полк за образцовое выполнение заданий командования в боях, за прорыв обороны немцев в Восточной Пруссии и проявленные при этом доблесть и мужество Указом Президиума Верховного Совета СССР от 19 февраля 1945 года награждён орденом «Суворова III степени»[8].

## Благодарности Верховного Главнокомандующего
Воинам полка в составе 276-й бомбардировочной авиадивизии объявлены благодарности Верховного Главнокомандующего:
- За отличие в боях при овладении штурмом городом Луга — важным узлом коммуникаций и мощным опорным пунктом обороны немцев[9].
- За отличия в боях при прорыве обороны противника на Карельском перешейке севернее города Ленинград и овладение городом и крупной железнодорожной станцией Териоки, важным опорным пунктом обороны противника Яппиля и занятии свыше 80 других населенных пунктов[10].
- За прорыв линии Маннергейма, преодоление сопротивления противника на внешнем и внутреннем обводах Выборгского укрепленного района и овладение штурмом городом и крепостью Выборг[11].
- За отличие в боях при овладении мощными опорными пунктами обороны противника — Ширвиндт, Наумиестис (Владиславов), Виллюнен, Вирбалис (Вержболово), Кибартай (Кибарты), Эйдткунен, Шталлупенен, Миллюнен, Вальтеркемен, Пиллюпенен, Виштынец, Мелькемен, Роминтен, Гросс Роминтен, Вижайны, Шитткемен, Пшеросьль, Гольдап, Филипув, Сувалки и занятиим около 900 других населенных пунктов, из которых более 400 населенных пунктов на территории Восточной Пруссии[12].
- За отличие в боях при прорыве долговременной, глубоко эшелонированной обороны немцев в Восточной Пруссии и овладении штурмом укрепленными городами Пилькаллен, Рагнит и сильными опорными пунктами обороны немцев Шилленен, Лазденен, Куссен, Науйенингкен, Ленгветен, Краупишкен, Бракупенен, а также занятии с боями более 600 других населенных пунктов[13].
- За отличие в боях при овладении городами Восточной Пруссии Тильзит, Гросс-Скайсгиррен, Ауловенен, Жиллен и Каукемен — важными узлами коммуникаций и сильными опорными пунктами обороны немцев на кенигсбергском направлении[14].
- За отличие в боях при овладении городом Инстербург — важным узлом коммуникаций и мощным укрепленным районом обороны немцев на путях к Кенигсбергу[15].
- За отличие в боях при овладении городами Ландсберг и Бартенштайн — крупными узлами коммуникаций и сильными опорными пунктами обороны немцев в центральных районах Восточной Пруссии[16].
- За отличие в боях при овладении городом Прейс-Эйлау — важным узлом коммуникаций и сильным опорным пунктом обороны немцев в Восточной Пруссии[17].
- За отличие в боях при овладении штурмом городами Вормдит и Мельзак — важными узлами коммуникаций и сильными опорными пунктами обороны немцев[18].
- За отличие в боях при овладении городом Браунсберг — сильным опорным пунктом обороны немцев на побережье залива Фриш-Гаф[19].
- За отличие в боях при овладении городом Хайлигенбайль — последним опорным пунктом обороны немцев на побережье залива Фриш-Гаф, юго-западнее Кёнигсберга[20].
- За отличие в боях при разгроме и завершении ликвидации окруженной восточно-прусской группы немецких войск юго-западнее Кёнигсберга[21].
- За отличие в боях при овладении крепостью и главным городом Восточной Пруссии Кенигсберг — стратегически важным узлом обороны немцев на Балтийском море[22].
- За отличие в боях при овладении последним опорным пунктом обороны немцев на Земландском полуострове городом и крепостью Пиллау — крупным портом и военно-морской базой немцев на Балтийском море[23].

## Отличившиеся воины
- Кузьменко Николай Иванович, майор, заместитель по лётной подготовке командира 140-го скоростного бомбардировочного авиационного полка 276-й бомбардировочной авиационной дивизии 1-й воздушной армии Указом Президиума Верховного Совета СССР от 29 июня 1945 года удостоен звания Герой Советского Союза. Золотая Звезда № 6357.
- Малин Анатолий Петрович, капитан, штурман эскадрильи 140-го скоростного бомбардировочного авиационного полка 276-й бомбардировочной авиационной дивизии 1-й воздушной армии Указом Президиума Верховного Совета СССР от 29 июня 1945 года удостоен звания Герой Советского Союза. Золотая Звезда № 6339.